# واربرگیا سالوتاریس
واربرگیا سالوتاریس (نام علمی: Warburgia salutaris) نام یک گونه از تیره کانلاسی است.